# Michael Prue
Pour les articles homonymes, voir Prue.
Michael David Prue (né le 14 juillet 1948) est un homme politique provincial canadien de l'Ontario.

## Biographie
Né dans le quartier Regent Park (en) de la ville de Toronto, Prue étudie la science politique et l'anthropologie à l'Université de Toronto et fait une maîtrise en études canadiennes à l'Université Carleton.
Il travaille ensuite comme conseiller du ministre de l'Emploi et de l'Immigration du gouvernement fédéral. Durant cette période il est actif dans le syndicat du ministère, une branche de l'Alliance de la Fonction publique du Canada.

## Politique
Tentant d'être élu député néo-démocrate de Scarborough-Centre en 1980, il termine cependant troisième. La même situation se reproduit en 1984.
En 1988, il devient conseiller municipal du district d'East York, il est nommé maire par intérim en 1993 à la suite de la démission de David Johnson (en) qui venait d'être élu député de la circonscription provinciale de Don Mills (en). 
Élu maire lors des élections torontoises de 1994 (en), il demeure en poste jusqu'en 1997, moment où des fusions municipales créèrent la Communauté urbaine de Toronto.
Candidat néo-démocrate lors d'une élection partielle dans Beaches—East York en 2001, il est élu malgré une controverse provenant du candidat libéral, Bob Hunter, se plaignant de ternir sa réputation. Hunter ira même jusqu'à poursuivre Prue et le chef néo-démocrate Howard Hampton, mais annula la cause après l'élection.
Réélu en 2003, 2007 et 2011, il entama durant une semaine une Welfare diet en tentant de s'alimenter avec le revenu consentis aux Ontariens les plus pauvres durant le gouvernement Harris, soit 12,05$.
En juillet 2008, il annonce son intention de se présenter à la course à la chefferie du Nouveau Parti démocratique de l'Ontario. Lors du vote il termine à la dernière position et endosse alors Gilles Bisson. Bisson terminant troisième, il endosse finalement Andrea Horwath qui sera élu face à Peter Tabuns.
Prue sera défait par le libéral Arthur Potts en 2014.
Il fait en retour en politique municipale en 2018 en devenant conseiller municipal d'Amherstburg, où il réside maintenant.